# 中島光發動機
中島光發動機（日语：光〔ひかり〕エンジン）乃日本中島飛機公司研發製造的氣冷式星型飛機用活塞發動機，採單列9汽缸、底置凸輪軸（over head valve，縮寫成OHV）的配置；公司內部代號為「NAP」。大日本帝國海軍命名為光，大日本帝國陸軍則命名成Ha-8（日语：ハ8）。關於此系列發動機的生產數量，總數約2,150具左右。

## 概要
在大日本帝國陸軍的指示下，1931年（昭和6年）著手開始研發。構造上參考美國柯蒂斯-萊特公司所製造的萊特R-1820颶風9型發動機，1934年（昭和9年）獲得陸軍採納，命名成「Ha-8」。接著為了試作海軍用機，提升其馬力且命名為「光發動機」，陸軍則稱呼為「Ha-8I」。雖然此具發動機並非完全複製R-1820颶風9型，但是嚴格來說某部分也侵害了後者的專利權。為了確保NAP系列發動機能夠正式量產，1934年9月中島飛機依陸軍指示向柯蒂斯-萊特公司購入颶風型發動機的製造權。所以此時期在生產總數方面，光型約20具，Ha-8和Ha-8I則共計約730具。接著1935年4月完成試作品，翌年（昭和11年）1月15日海軍正式採用「光發動機一型」（直結型）、「光發動機二型」（減速式），1936年10月採用「光發動機三型」。至於陸軍方面，也採用了「Ha-8II型」。總計光一至三型共生產約1,200具，Ha-8II型則出產200具。
不過1937年（昭和12年）搭載Ha-8型發動機的神風號訪歐飛行成功後，柯蒂斯-萊特公司獲知該具發動機的詳細資料，查出中島飛機在簽約購入製造權之前，就已經仿製R-1820颶風9型發動機，遂根據合約拒絕中島飛機繼續派遣技師前往美國。於是中島飛機針對神風號之發動機和颶風型的差異逐一提出解釋說明，後來獲得柯蒂斯-萊特公司的原諒，幸未釀成國際商業糾紛。

## 規格

### 光一型
- 型式：氣冷式9汽缸星型引擎
- 排氣量：32.6公升
- 全長：1,245mm
- 外徑：1,375mm
- 缸徑×行程：160mm×180mm
- 乾燥重量：542公斤
- 機械增壓器：離心式1段1速
- 供油方式：化油器
- 額定馬力：600hp
- 起飛馬力：730hp

### 光二型
- 型式：氣冷式9汽缸星型引擎
- 排氣量：32.6公升
- 全長：1,366mm
- 外徑：1,375mm
- 缸徑×行程：160mm×180mm
- 乾燥重量：472.8公斤
- 機械增壓器：離心式1段1速
- 供油方式：化油器
- 額定馬力：700hp
- 起飛馬力：840hp

### 光三型
- 型式：氣冷式9汽缸星型引擎
- 排氣量：32.6公升
- 全長：1,425mm
- 外徑：1,375mm
- 缸徑×行程：160mm×180mm
- 乾燥重量：487.6公斤
- 機械增壓器：離心式1段1速
- 供油方式：化油器
- 額定馬力：710hp
- 起飛馬力：770hp

## 主要搭載機種
- 九三式雙輕爆撃機（日语：九三式双軽爆撃機）
- 九四式偵察機
- 九五式艦上戰鬥機
- 九六式艦上攻擊機
- 九七式司令部偵察機（前期型）
- 九七式一號艦上攻擊機

## 內部連結
- 中島飛機

## 外部連結
- （日語）日本陸海軍機入門：中島製エンジン（页面存档备份，存于）